# دیسباخ
دیسباخ (به آلمانی: Deesbach) یک شهر  در آلمان است که در زارفلد-رودلشتات واقع شده‌است. دیسباخ ۴۶۴ نفر جمعیت دارد.